# مسجد القائد إبراهيم
جامع القائد إبراهيم، من أشهر المساجد التي بنيت بالإسكندرية في منطقة محطة الرمل، في مصر ويشتهر الجامع بمئذنته الطويلة الرشيقة وأيضا جذبه للمصلين من جميع أحياء الإسكندرية خصوصا في شهر رمضان. يعود تاريخ بنائه إلى عام 1948 حيث قام بتصميمه المهندس المعماري الإيطالي المقيم في مصر ماريو روسي.

## تاريخ المسجد
ذكره علي مبارك في الخطط التوفيقية في الجزء السابع
كان للجامع وجود في نهاية الاربعينات وتستطيع رؤية ميدان محطة الرمل في ذلك الحين وبه هذا المسجد من خلال البوم الإسكندرية قسم الصور التاريخية.
وعام 1948 اقيم هذا المسجد في الذكرى المئوية لوفاة القائد إبراهيم باشا بن محمد علي باشا وإلى مصر السابق ومؤسس العسكرية المصرية الحديثة، وقام بتصميم المسجد مهندس إيطالي الأصل شغل منصب كبير مهندسي الأوقاف عقب مسابقة اقيمت لذلك وأصبح القائم على أعمال القصور والمساجد في عهد الملك فؤاد الأول وكان قد جدد قبل ذلك واحد من أعظم مساجد الإسكندرية وهو جامع المرسى أبو العباس.

## وصف المسجد
مسجد القائد إبراهيم انتقى زخارف من عصور مختلفة وبمأذنة رشيقة مرتفعة والتي تتميز عن دونها أيضا بوجود ساعة فيها ويوجد بجانب الجامع دار مناسبات تابعة للمسجد ويطل المسجد على كورنيش الإسكندرية ومقر مركز الإسكندرية لصحة الأسرة(سوزان مبارك سابقا)الذي كان سابقا مقرا للمركز الإقليمي لمنظمة اليونيسيف وحديقة الخالدين فضلا عن ذلك ميدان محطة الرمل الشهير وكلية الطب بجامعة الإسكندرية.

## علاقته بشهر رمضان
يعتبر المسجد من أشهر المساجد، إذا لم يكن اشهرها على الإطلاق، في إقامة صلاة التراويح والتهجد في شهر رمضان بالمدينة. حيث يأتيه المصلون من مناطق متعددة من المدينة وتصل ضخامة عدد المصلين في رمضان وخصوصا في العشرة الأواخر إلى الآلاف ويلتف المصلون من حول المسجد إلى ميدان محطة الرمل وميدان صفية زغلول والكورنيش حيث تتعطل حركة المرور وتغلق بعض الشوارع لكثافة عدد المصلين خصوصا في العشرة الأواخر من شهر رمضان.

## معرض صور

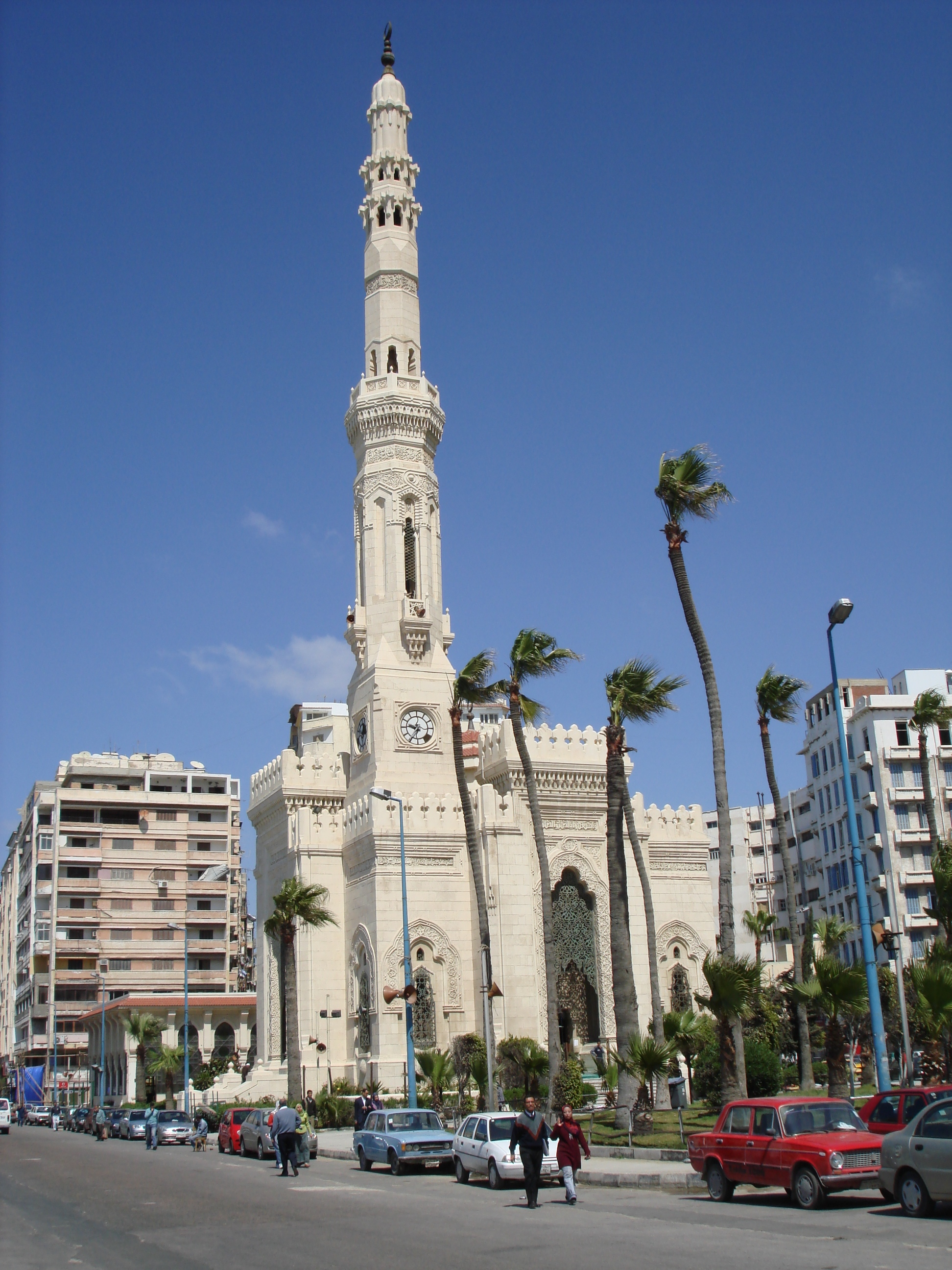
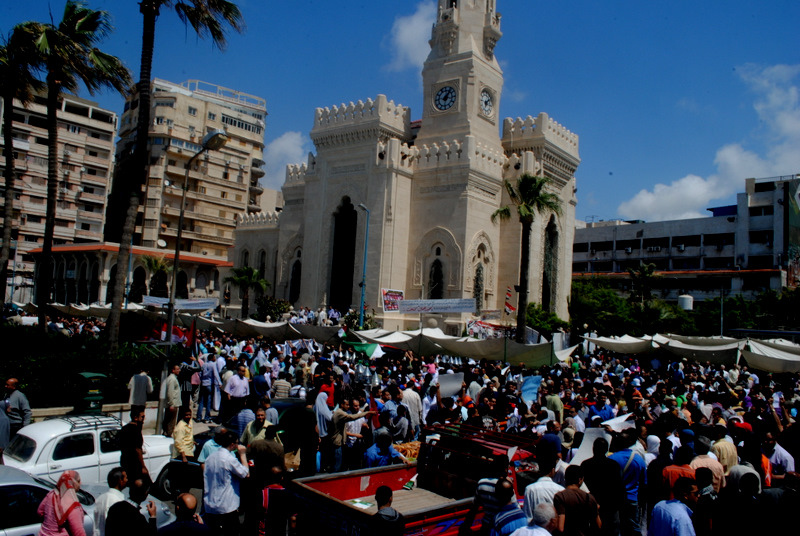
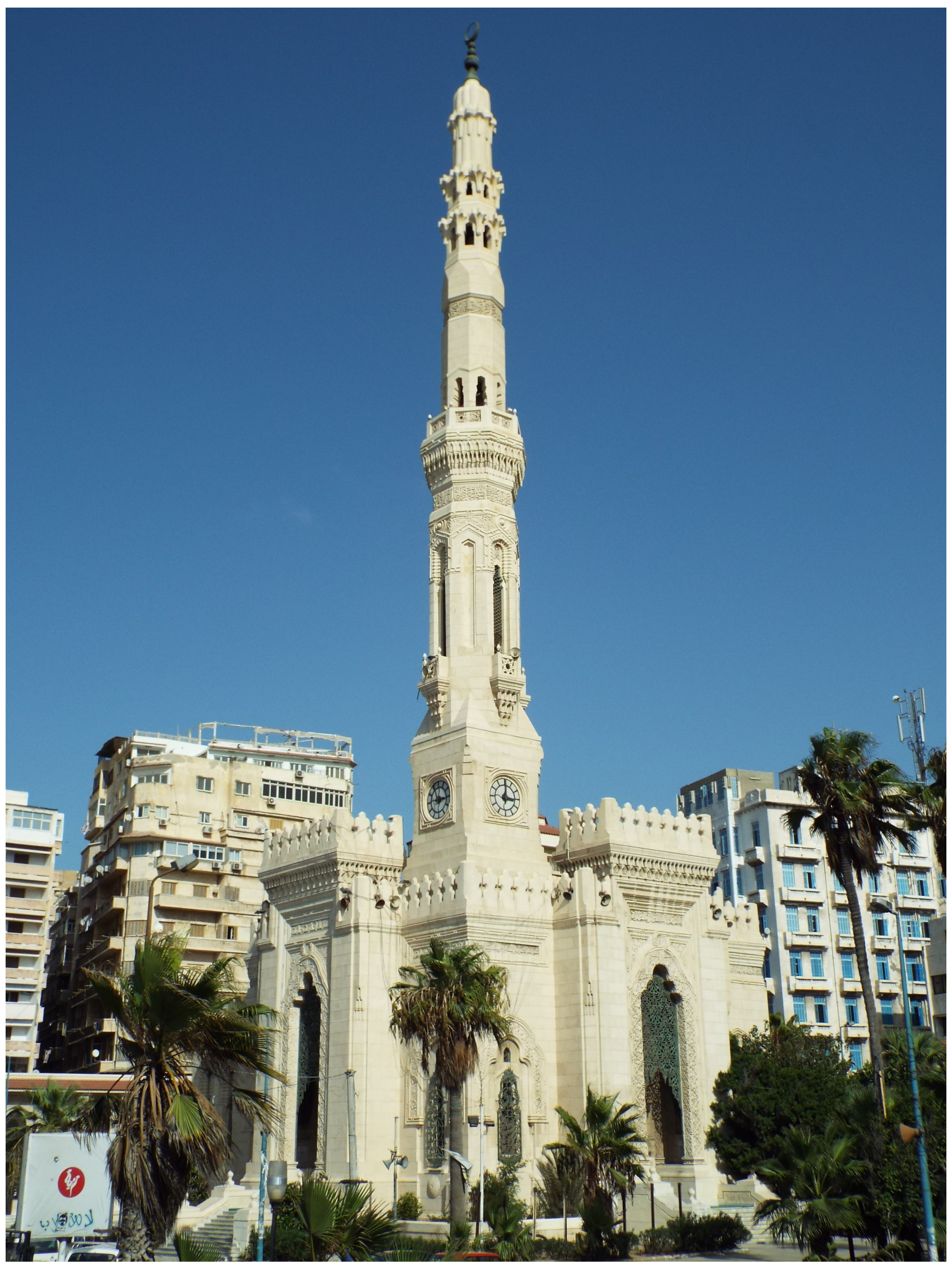
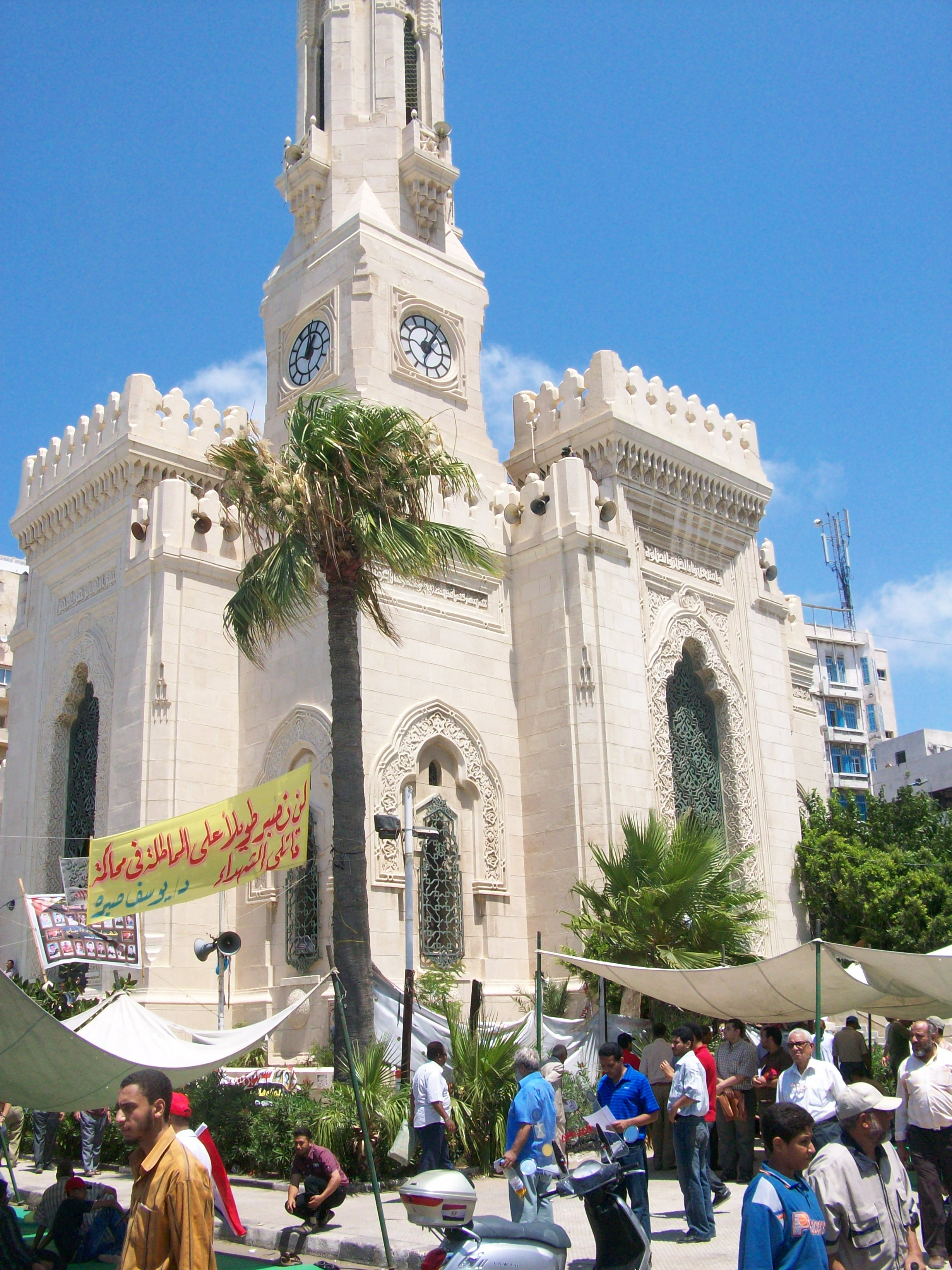
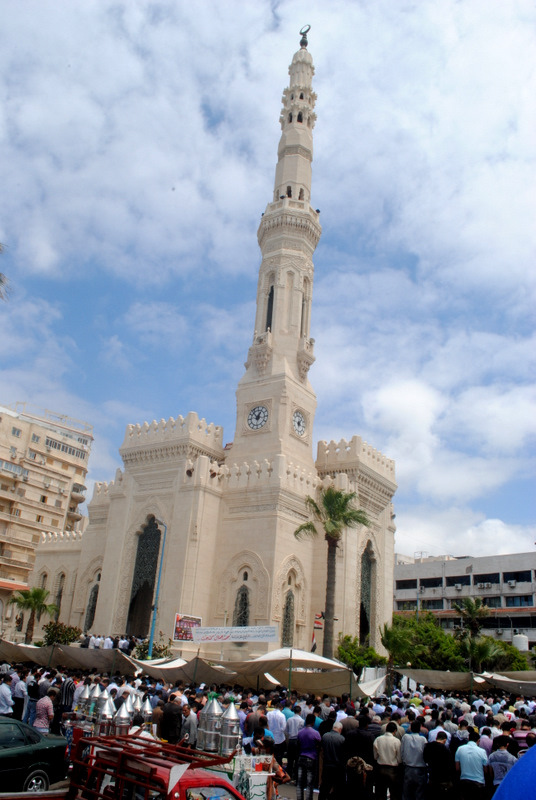
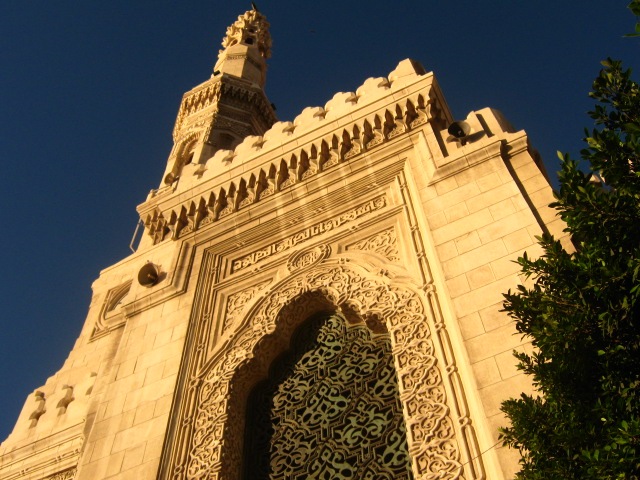
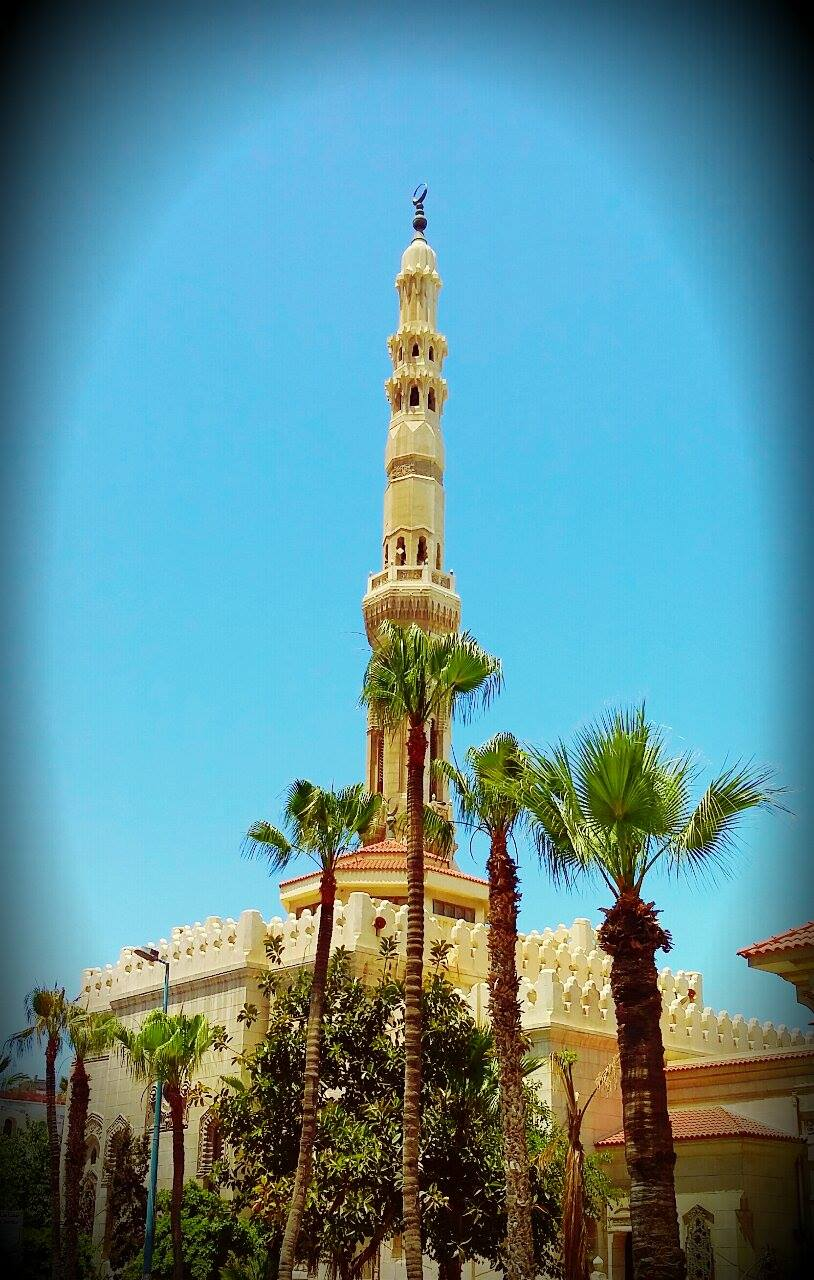
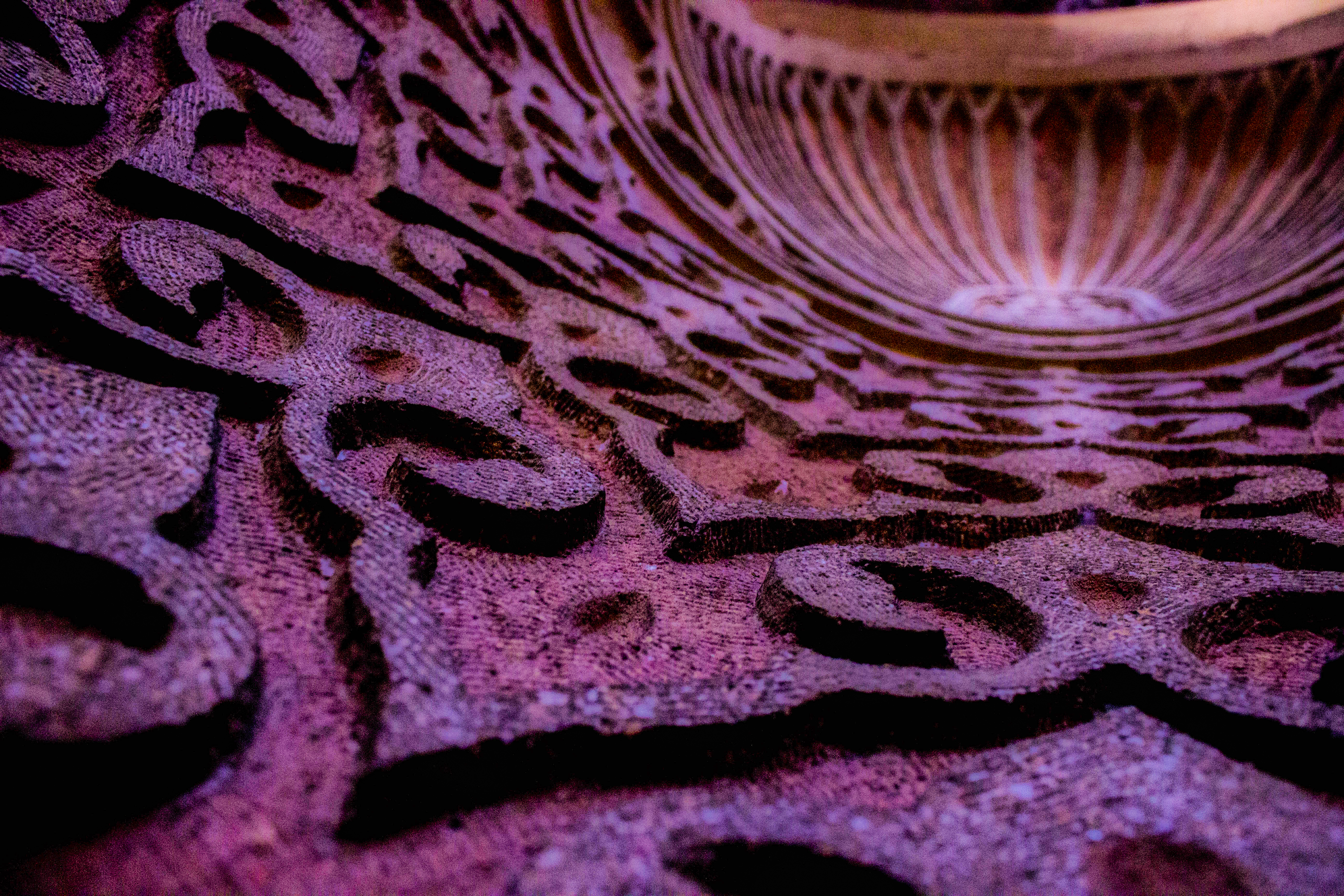
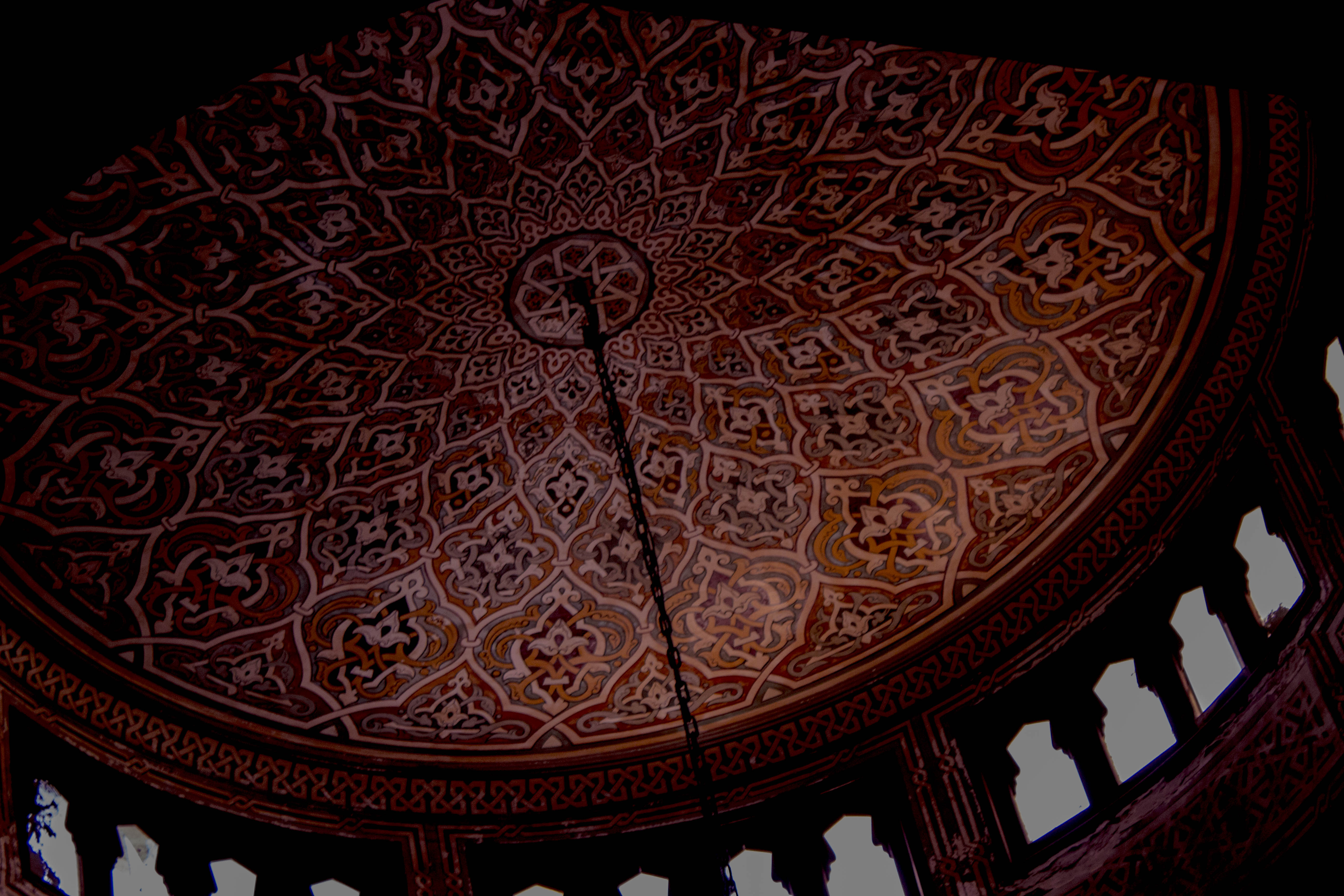
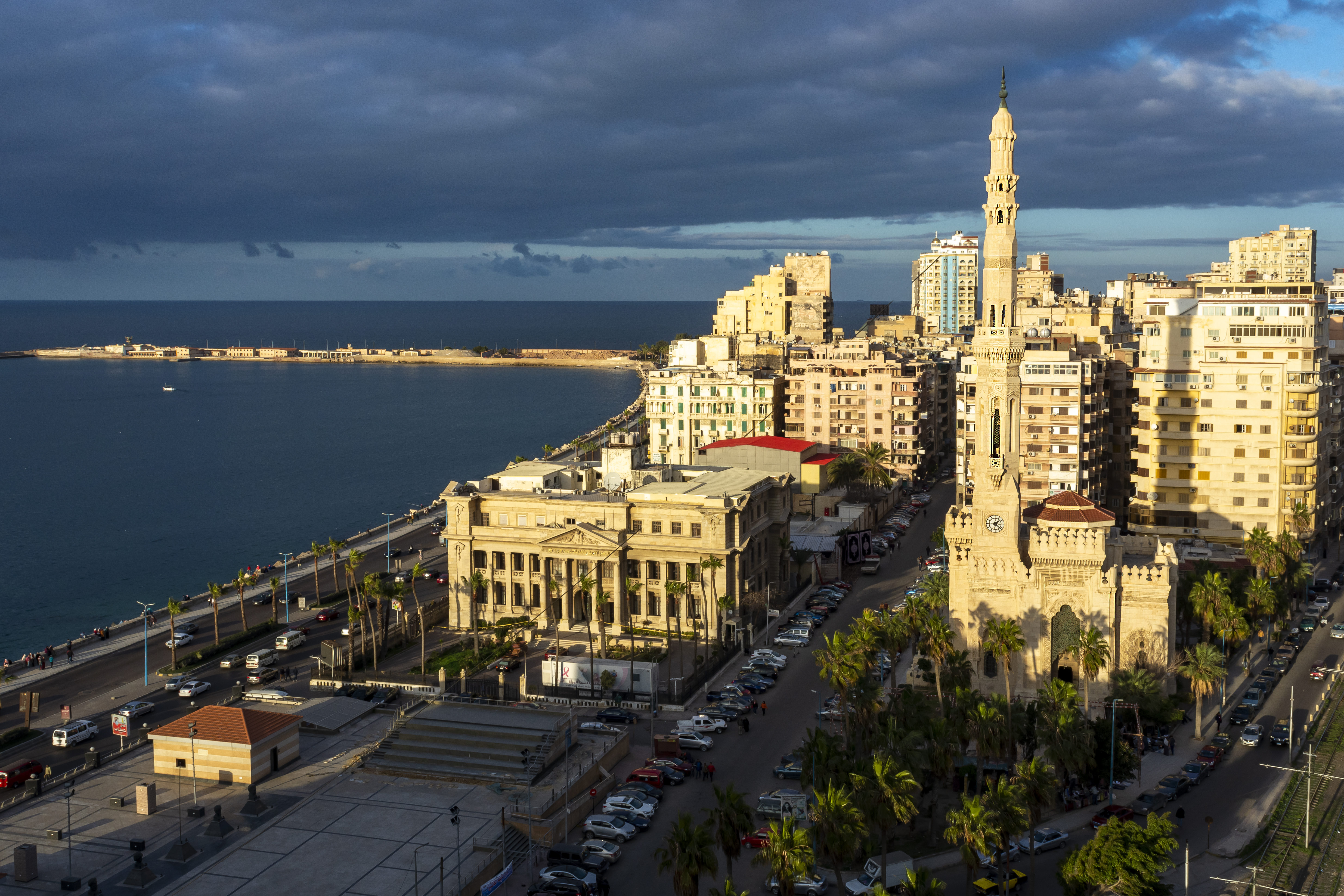